# 锡尼河西苏木
锡尼河西苏木又称锡尼河巴润苏木（汉语拼音字母：Xinhen Barûûn Sûm，布里亚特土语拼音字母：Xeneheen Barûûn Sômôn），是中华人民共和国内蒙古自治区呼伦贝尔市鄂温克族自治旗下辖的一个乡镇级行政单位。

## 行政区划
锡尼河西苏木下辖以下地区：
特莫胡珠嘎查、好力保嘎查、巴彦胡硕嘎查和西博嘎查。